# Distretto di Anle
Il distretto di Anle (安樂區S, Ānlè QūP) è un distretto della città di Keelung, situata a Taiwan.